# Stylogaster nitens
Stylogaster nitens är en tvåvingeart som beskrevs av Enrico Adelelmo Brunetti 1925. Stylogaster nitens ingår i släktet Stylogaster och familjen stekelflugor.
Artens utbredningsområde är Ghana. Inga underarter finns listade i Catalogue of Life.